# Škoda sport park Plzeň

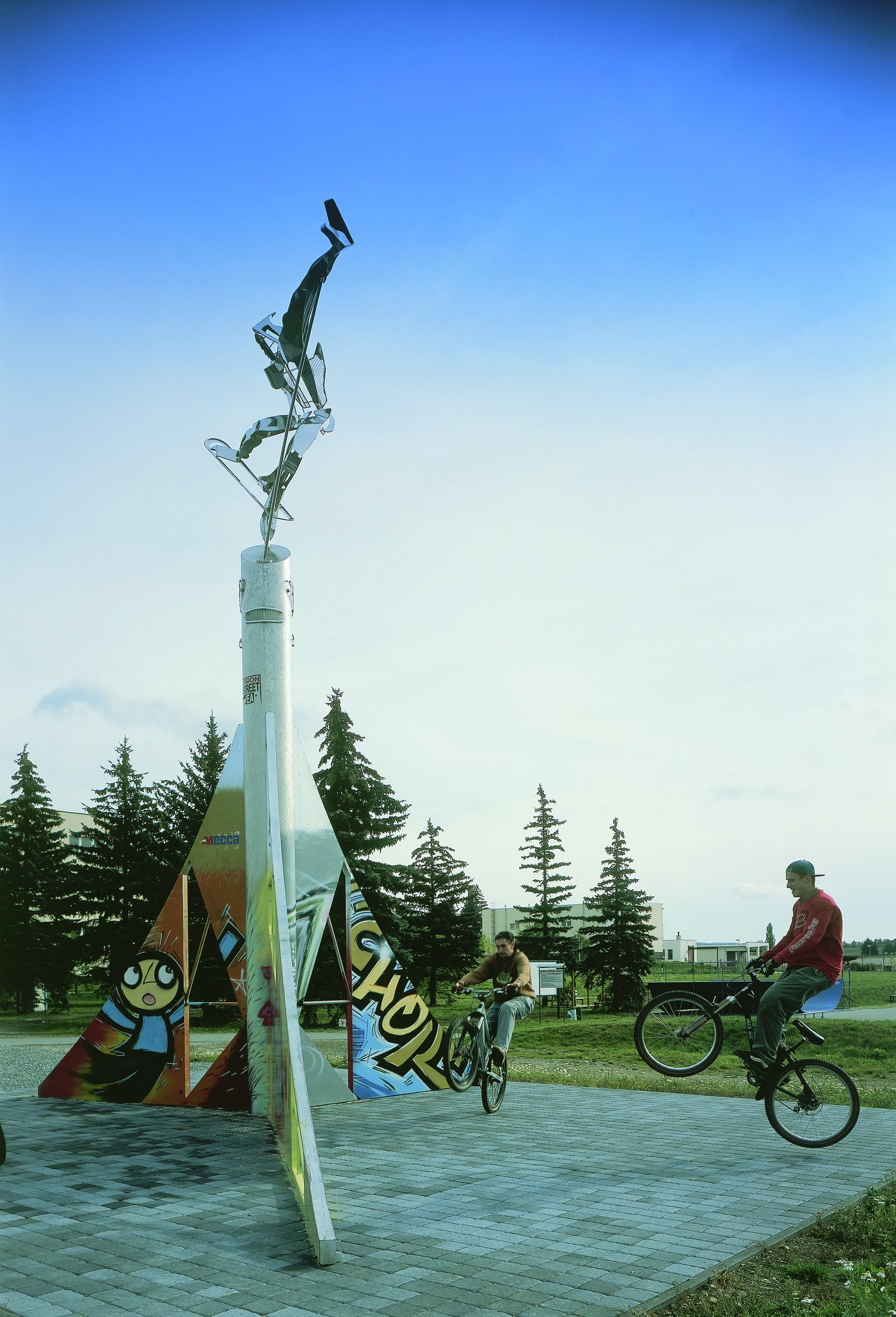
Škoda sport park

Škoda sport park Plzeň je sportovní areál v Plzni. Areál vybudoval a zprovoznil Městský obvod Plzeň 2 – Slovany v letech 2000–2006.

## Sportovní aktivity
V parku je k dispozici hřiště pro kolektivní sporty, na kterém lze hrát hokejbal, volejbal, nohejbal, univerzální hřiště pro plážové sporty, hřiště pro pétanque a dráha pro in-line bruslení. V areálu se nachází rovněž venkovní horolezecká věž a lanové centrum s dvaceti překážkami ve výšce deseti metrů nad zemí. Dále lze provozovat skateboarding.
Všechna sportoviště kromě lezecké věže a lanového centra jsou bezplatná. K dispozici je přilehlé parkoviště, občerstvení, pítko a sprcha.